# Lapinjärvi (sjö i Kajanaland, lat 64,45, long 29,32)
Lapinjärvi är en sjö i Finland. Den ligger i kommunen Kuhmo i landskapet Kajanaland, i den centrala delen av landet, 500 km nordost om huvudstaden Helsingfors. Lapinjärvi ligger 197,6 meter över havet. Den är 5,6 meter djup. Arean är 84,2 hektar och strandlinjen är 5,22 kilometer lång. Sjön  ingår i Uleälvens huvudavrinningsområde. 